# Saraguro
Saraguro, indijanski narod u ekvadorskim Andama na jugu provincije Loja, kanton Saraguro. 
Jezično (jezik loja quichua, saraguro quichua; [qvj]) pripadaju porodici quechua; populacija 30.500 (2000).

## Vanjske poveznice
Saraguro , Ecuador beadwork  Arhivirana inačica izvorne stranice od 1. travnja 2010. (Wayback Machine)